# 秦士望
秦士望（？—？），安徽宿州人，清朝官員。

## 生平
秦士望為雍正七年（1729年）己酉科拔貢。雍正十二年（1734年），由政和縣知縣調任台灣府彰化縣知縣，任內曾捐俸興建彰邑城隍廟。次年以知縣署台灣府淡水撫民同知。